# 甘氨酸甲酯盐酸盐
甘氨酸甲酯盐酸盐是一种有机化合物，化学式为[CH3O2CCH2NH3]Cl。它是可溶于水的白色固体，是甘氨酸和盐酸形成的盐。

## 合成与反应
甘氨酸甲酯盐酸盐可由甘氨酸和二化学计量比的三甲基氯硅烷反应，再和甲醇反应制得。
它和碱反应，可以得到甘氨酸甲酯。